# Nolina lindheimeriana
Espèce
Synonymes
- Beaucarnea lindheimeriana (Scheele) Baker[1]
- Dasylirion lindheimeriana Scheele[1]
- Dasylirion tenuifolium Torr.[1]

Nolina lindheimeriana est une espèce végétale de la famille des Asparagaceae. Elle pousse au Texas (États-Unis), sur des collines rocailleuses calcaires, entre 400 et 600 m d'altitude.